# Lāhul and Spiti
Lāhul and Spiti är ett distrikt i Indien.   Det ligger i delstaten Himachal Pradesh, i den norra delen av landet, 400 km norr om huvudstaden New Delhi. Antalet invånare är 31 564. Arean är 13 835 kvadratkilometer. Lāhul and Spiti gränsar till Kargil.
Terrängen i Lāhul and Spiti är mycket bergig.
Följande samhällen finns i Lāhul and Spiti:
- Kyelang
- Jispa